# 國母和宏
國母 和宏（こくぼ かずひろ、1988年8月16日 - ）は、日本のスノーボード（バックカントリースノーボード）選手及び指導者。選手としての最盛期にはアメリカ合衆国カリフォルニア州在住であった。全日本スキー連盟スノーボード技術コーチ（2013-2014シーズン）。

## 来歴
北海道石狩市に生まれ育ち、4歳の時にスキー場で初めてスノーボードを目にし、父親に頼み込んで始めたという。1992年当時は子供用のスノーボードが無かったので、大人用のスキー板を使って父親が自作してくれたスノーボード板でスノーボードを始めた。子供の頃からバックカントリー等を滑り、世界に通用する独特のスタイルを身につけていく。石狩市立生振小学校在校中に史上最年少の11歳でプロ試験に合格。12歳でバートン・スノーボードとプロ契約をし、国内外での選手活動を本格化させる。登別大谷高校に進学すると三大国際大会の一つであるFISワールドカップのサースフェー大会（スイス）で優勝するなど頭角を現していく。高校卒業後は北海道東海大学に進学（在学中に東海大学に統合）して選手活動を継続した。

### 選手として
2003年、世界最大規模のスノーボード大会バートン・グローバル・オープンの一つ全米オープンにて14歳ながら2位となり、注目を浴びた。この頃からスタンダードフィルムの撮影クルーに参加。
2004年、エクストリームスポーツ世界最大の大会であるX Gamesに初出場し、4位入賞を果たす。また、日本オープンで史上最年少王者となった。
2006年トリノオリンピックにハーフパイプ（スノーボード競技の一種目）日本代表として17歳で初出場するも、実力を発揮することができず予選敗退（最終順位23位）に終わった。翌年も精力的に国際大会に出場しスノーボード世界選手権で日本人初メダルとなる銀メダル、アジア冬季競技大会男子ハーフパイプ優勝など順調に経験を重ねながら、スタンダード・フィルム等のスノーボードムービーの為の映像を撮影し多数出演。2007年6月21日にスポーツ振興基金からの助成金を原資に月額20万円が活動費用として支払われるエリートA指定を辞退し、A指定の選手として活動していくことが全日本スキー連盟より発表された。
2008年、ニュージーランドオープン制覇を達成した。しかしその後故障し、出場予定であった翌2009年のX Gamesや世界選手権への出場はならなかった。
2009年、復帰戦となった冬季ユニバーシアードで骨折明けながら男子ハーフパイプおよび男子ビッグエアーの2種目で優勝。。8月に行われたニュージーランドオープンではショーン・ホワイトらに次ぐ3位入賞を果たし、11月のW杯スイス大会では4シーズン振り3度目のW杯優勝を達成。8月に行われいたW杯ニュージーランド大会で優勝した青野令に続き2010年バンクーバーオリンピック代表入りに内定した。
2010年1月、X Gamesで銅メダルを獲得。
トリノに続く形でバンクーバーでもハーフパイプ日本代表に選抜された。しかしこの時、國母はスノーボーダーとしての着こなしや謝罪会見での不用意な発言などから強いバッシングと批判報道を受けた。一時は代表出場も危ぶまれたが、日本代表選手団の橋本聖子団長の判断で開会式欠席のみとなった。競技では予選二組目を2位で突破し直接決勝に進んだが、決勝では1回目は最後の技で転倒し流血、2回目でも最後のダブルコーク1080の着地が乱れたものの最終順位8位の記録を残して入賞となった。同年5月10日に皇居で開かれた五輪入賞者を労う茶会にも招待を受けたが、國母はアメリカ滞在中であったことから出席を辞退している。
アメリカ滞在中にはバンクーバー五輪における銀メダリストのピートゥ・ピロイネン、銅メダリストのスコット・ラゴ、4位のユーリ・ポドラドチコフ、5位のルイ・ヴィトら強豪が出場する中、97.17点という圧倒的な点数を記録し全米オープンを日本人で初制覇する。
2011年には全米オープンを連覇し、主催企業であるスノーボード用具のトップメーカー・バートン社の広報映像に起用された。撮影ではオープニング映像のためにカナダの山岳地帯で雪山の崖からジャンプなどの技を披露し、海外の専門誌の表紙を飾るなど話題を集めた。連覇を記念したインタビューで國母は2014年ソチオリンピックについて「特定の大会に拘りはなく、スノーボード活動の一環として捉えている」と返答した上で「2年前の五輪は楽しかったです」、「自分の気持ちが向いていたら出たいですね」と返答している。
2012年の全米オープンでは、ショーン・ホワイトに次ぐ史上二人目の男子ハーフパイプでの三連覇が期待されたが決勝前の練習中に腰を強打し、その影響や疲労からトリックは見せず、合掌しながらハーフパイプを滑り降りビブズを観客に投げ渡して棄権した。それまで所属していたバートン・スノーボードからアディダス・スノーボード及びキャピタに移籍した。
2013年X Games、にて採点や國母自身の演技への不服から中指を立て波紋を呼んだ。また、アディダス・スノーボードから自身のドキュメントムービー『Welcome:Kazu Kokubo』が公開された。他、オークリーのチームムービーに出演。同年12月、デュー・ツアーに出場、以降大会には出場せずバックカントリースノーボードのスノーボードムービーの撮影などに専念。
2014年、前述のドキュメンタリームービーの完成度が評価され、Riders Pollのオンライン・ビデオ・シリーズ・オブ・ザ・イヤーを受賞する。キャピタの映像作品『Defenders of Awesome 2 – STAY BAD ASS』、アディダススノーボードの映像作品『adidas Snowboarding : Nomad』シリーズ、オークリーのスノーボードムービー『Snowboarding: For Me』等に出演。その影響で翌2015年にかけて日本・アメリカ・スペイン・韓国等のスノーボード雑誌10誌の表紙を飾り、トランスワールド・スノーボード誌によるSnow Exposure-Meterでスノーボーダーの全米雑誌露出で総合10位、広告ページを除いた順位では4位にランクインした。
2015年、Riders Pollのメンズ・ビデオパート・オブ・ザ・イヤー、メンズ・ライダー・オブ・ザ・イヤー、スタンドアウト・パフォーマンス・オブ・ザ・イヤーの三部門にノミネートされた。トランスワールドの映像作品「Origins」に出演した他、サマーキャンプの「キャンプ・オブ・チャンピオンズ」でジェイミー・アンダーソンらと共演。また、自身が率いていたSTONPチームの最終作品をリリースした。
X Gamesのリアルスノー部門に初出場し同部門日本人初のメダルとなる銀メダル及びウェブによる投票のファン・フェイバリット賞を過半数以上の支持を得て獲得する。
2016年、國母はアメリカのスノーボーダー・マガジンのライダー・オブ・ザ・イヤーの10人の内の一人に選ばれ、ダニー・デイヴィスらから賛辞が送られた。また、トランスワールド・スノーボード誌主催のRIDRES POLL 18において、ユニオン社が制作した「STORONGER」でメンズ・ビデオ・パート・オブ・ザ・イヤー（年間最優秀ビデオパート賞）を受賞した（同賞の受賞は日本人初）。
前年に公開された「Origins」の映像がアディダス・スノーボードのチーム・ムービーに使用された他、G-SHOCKの広告映像「Never Enough Time」に出演した。CAPiTAからは自身のシグネイチャー・モデルのスノーボード板が発売された。
2018年12月16日放送『消えた天才3時間SP』では、オフシーズンの2～3ヵ月間は北海道で家族と過ごしている事を明かしている。

### コーチとして
2013年5月、國母は2014年ソチオリンピックへの出場を目指さない意向を示し、これを受けて全日本スキー連盟は全日本チームの技術アドバイザー（TA）への就任を要請した。全日本スキー連盟の萩原文和スノーボード部長は「技術面での貢献や、新技についての情報も早い」とコメントしている。競技内容の変化が早いハーフパイプ種目においては第一線で活躍する現役選手が技術指導を兼務する事が望ましく、上島しのぶコーチは「常に進化しているものを周りに教えられる人はなかなかいない」と評している。
國母は国際大会での経験や高い技術力に加え、人格面でも後進選手から慕われている点が考慮された。特に平野歩夢とは実質的な師弟関係にあり、訓練面のみならず私生活での面倒も見るなど深い信頼関係だという報道もある。また、平岡卓も尊敬する選手として國母の名前を挙げている。
2013年-2014年スノーボード・ワールドカップに技術コーチとして帯同した。続くソチ五輪にも日本代表の技術コーチとして渡露、平野の銀メダル獲得と平岡の銅メダル獲得に貢献した。各メディアからは國母について「改心」などと後進の指導に活躍した事を評価する報道が行われた。

## 人物

### 地震の犠牲者にささげる勝利
2011年のUS OPENは東日本を襲った大震災の翌日に行われた。國母はこの日、US OPENで2年連続の優勝を飾ったのち"I talked to my family and everybody is okay, but I have some friends I still haven't been able to contact." "I hope my win brings a little joy and happiness to Japan." （「家族と話して、みんな無事だとわかったんですが、まだコンタクトが取れていない友人もいて」「この勝利が日本に少しでも喜びを届けることができればいいと思います」と語っている。“I was speechless, and for the first time since I was a kid, I sat and cried as we watched the news reports.” “I knew immediately that I wanted to help my country and like so many people, I didn’t know how. My main focus was not on winning or the competition itself at that point, but just getting the day over with and being with my wife who was flying to California from Japan.”（「（地震のニュースを知り）ただ言葉もなく、子供の時以来初めて、ニュースを見ながらただ座り込んで泣きました。」「すぐ、どうしても自分の国のために何かしなくちゃと思ったけれど、誰もそうだったと思うんですが、僕もどうやっていいのか見当もつかなかったんです。あの時は、目の前の競技に勝つことよりも、とにかくその日を何とか乗り越えて、日本から（在住の）カリフォルニアに飛ぶ妻と一緒にいてあげなくては、ということに気持ちが行っていました。」2011年4月には、國母はJEARS (Support Japan Earthquake Rescue and Support) をとおして日本へのサポートを発表している。直後の2011年5月にはJEARSのスタッフと共に福島の被災地を訪れ、飼い主と離れ離れになってしまった ペット達を保護するボランティア活動を行った。

### 私生活
既婚者であり、2009年11月16日に3歳年上の一般人女性と結婚している、2012年現在はカリフォルニア州サンクレメンテの自宅で暮らしているという。ワールドカップやトレーニングで毎年訪れるスイスの高山の氷河が年々減少している事に問題意識を持ち、バンクーバー五輪の際には「メダルを取ったら氷河保全の活動に寄付をしたい」と語っている。

### 他選手との関係
友人のプロスノーボーダー選手である荒井善正が難病である慢性活動性EBウイルス感染症を患うと、選手仲間と治療費の為に募金活動を立ち上げている。國母らの努力によって治療費が集まり、荒井は無事手術を受ける事が可能になった。また海外遠征の合間に見舞いに訪れると病状について話すよりも、競技についての話をすることで闘病へのモチベーションを上げる様に気遣っていたという。2014年ソチオリンピックでは、平野のコーチとして私生活も含め全面的なバックアップを行い、平野自身も國母に尊敬の念を持っていると語っている。他に「7-SAMURAI」や「STONP」というプロスノーボーダーチームに所属してフィルミング活動も行っている。現在ではオークリーチームやアディダススノーボード、キャピタスノーボードチーム等多数のグローバルチームに所属しており、主に国外のスノーボーダーと世界中で積極的にフィルミング活動を行っている。
一方、元スノーボード選手でトリノ時に國母と同じ日本代表であったタレントの成田童夢との不仲がしばしば報道され、同五輪でのスノーボード代表団内の対立に関する報道について、これを國母と童夢の対立を指していると主張する報道も為された（事実は不明）。前述の舌禍騒動でも童夢は國母について積極的に批判するコメントを残している。

## 問題・騒動

### バンクーバーオリンピックでの服装問題

#### 騒動の経緯
2010年2月9日、國母はスノーボード・ハーフパイプ日本代表としてバンクーバーに向かう際、日本選手団公式ユニフォームを着崩し、腰パン、緩めたネクタイ、またブレザーの前を開け放しシャツの裾も出し、さらにはドレッドヘアに鼻ピアス、サングラスというスタイルで成田空港に現れ、「結果よりも内容。（滑りを見て）格好いいと思ってもらえればいい。最近のスノーボードはすげぇダセえから」と持論を展開し、そのままバンクーバーに向けて出国した。この様子を見た人々から日本オリンピック委員会（JOC）と全日本スキー連盟（SAJ）に対し抗議が殺到した。“選手は自覚と誇りを持って公式服装を着用しなければならない”と定める日本選手団公式服装着用規定第2条違反でもあり、JOCは日本代表選手団の橋本聖子団長を通じスノーボードの萩原文和監督に厳重注意し、國母は選手村の入村式を欠席させられた。國母は翌10日、ハーフパイプ陣の記者会見にて、「気持ちは何も変わっていないです。自分にとって五輪はスノーボードの一部で、特別なものではないので」「自分の滑りをすることしか考えていません」と意気込みを語り、服装の乱れについても「反省してまーす」と発言した。しかし、國母はこの際に舌打ちしつつ、「チッ、うっせーな」と言葉を発した。   
國母の騒動を受け、東海大学の相原博之監督が急遽謝罪のために現地に向かった。また、東海大学は札幌キャンパスでの國母の応援会を中止すると発表した。SAJから國母のオリンピック競技への参加を辞退させる意向が伝えられたものの、橋本団長の判断で開会式は辞退するが「競技をしないで帰国することは逆に無責任になる」として競技に参加できることになった。この問題は日本国外の報道機関も報道した。2月15日公式練習後の試合会場での即席会見で國母はマウスピースを入れたまま答えたため、マナーが欠けるとした。

#### 騒動に関する意見

##### 肯定
- 格闘家の山本徳郁は「（批判について）くだらん」「試合前にこんなバッシングしてどうすんだよ。すんなら後にしろって感じだな」と國母に対する競技前のバッシングを批判した[38]。

- テリー伊藤は「よその国は彼を全然批判してない。日本だけが批判しているんですよ」[39]とコメントした。
- 谷川秀善自民党参院幹事長は「スポーツ選手は個性があり、國母選手の一見乱れた服装もやむを得ない」「選手を怒るのはかわいそう」「監督にも責任がある」と擁護している[40]。

##### 否定
- 東海大学は2月12日に「國母選手に対する本学の見解について」で見解を示し、服装や記者会見について國母の言動に「誠に遺憾であります」とし、「大学側として國母に対し日本代表として模範となる行動を取るべきであり、今後とも学生への教育・指導に努めます」と述べた[41]。
- 政界では衆議院予算委員会でこの國母の問題について自民党の下村博文衆議院議員が取り上げ、川端達夫文部科学大臣（当時）は「代表の服装としては全く適切ではなく極めて遺憾。一緒にいたコーチが服装について指導せず、記者会見も本当に反省している態度では無く、皆の期待を受けて国を代表して参加している自覚が著しく欠けていた」と答弁した[42]。

#### 騒動後の國母
2010年2月21日、日本代表チームが帰国した際の國母の公式スーツの着こなしは裾出し・腰パン姿ではなかった。國母は「最後まで応援してくれた人に感謝してます」「自分のスタイルを変えずに、そのままいきたい」「スノーボード界の流れはこれで確実にいい方にいくと思う」と述べた。國母により競技への関心が集まった事で、「メジャーといえないスノーボード界全体にスポットライトが当たった」ことや、「プロ選手の待遇改善の起爆剤になるのでは」として、國母を擁護する者もいる。3月24日、國母が発端となった服装の乱れと極度の暴言により全日本スキー連盟は代表の行動規範を制定する原案を提出した。
2012年、全米オープン連覇を記念した朝日新聞のインタビュー記事の中で騒動について國母は「もう終わったこと。嫌な思い出は全くないです」と返答している。

### 大麻密輸で逮捕
知人の男と共謀し、2018年12月にアメリカから大麻をワックス状にした製品約57グラムを国際スピード郵便で東京都内の知人宅へ発送、成田空港に到着させて密輸。大麻取締法違反、関税法違反容疑で2019年11月に逮捕され、2020年1月、懲役3年、執行猶予4年の判決が言い渡された。初公判で「大麻は北米で14歳ごろから使用していた。英語がしゃべれず、大麻を吸うことがコミュニケーションだった」などと説明。過去に何度も妻から大麻使用をやめるよう注意されたことを明かし、「たくさんの人に迷惑をかけた」と釈明していた。一方で今回の入手ルートに関しては「黙秘します」と即答。「大麻に関わることがすべて違法だとは思っていない。日本で吸うことは違法なのでもうしません」とも話した。

## 代表的な出演作品
- Draw the Line（スタンダード・フィルム、2007年）
- Standing Sideways（バートン、2011年）
- Welcome:Kazu Kokubo（アディダス・スノーボード、2013年）
- DEFENDERS OF AWESOME 2 -STAY BAD ASS-（CAPiTA、2014年）
- STONP OR DIE（STONP、2015年）
- Origins（トランス・ワールド・スノーボード、2015年）
- STRONGER（ユニオン、2016年）

## 主な成績
- 2004年 Winter X Games  HP 4位
- 2008年 Winter X Games  HP 5位
- 2010年 Winter X Games  HP 3位
- 2011年 Winter X Games  HP 5位
- 2003年 Burton US Open  HP 2位
- 2004年 Burton US Open  HP 6位
- 2008年 Burton US Open  HP 8位
- 2010年 Burton US Open  HP 1位
- 2011年 Burton US Open  HP 1位
- 2007年 Burton New Zealand Open  HP 7位
- 2008年 Burton New Zealand Open  HP 1位
- 2009年 Burton New Zealand Open  HP 3位
- 2004年 FIS World Cup(SUI) HP 4位
- 2005年 FIS World Cup(SWE) HP 3位
- 2005年 FIS World Cup(SUI) HP 1位
- 2005年 FIS World Cup(CAN) HP 1位
- 2007年 FIS World Snowboard Championship 2位
- 2007年 FIS World Cup(JPN) HP 3位
- 2008年 FIS World Cup(SUI) HP 3位
- 2009年 FIS World Cup(NZL) HP 3位
- 2009年 FIS World Cup(SUI) HP 1位
- 2006年 Abominable Snowjam  HP 2位
- 2007年 Abominable Snowjam  HP 4位
- 2007年 冬季アジア競技大会  HP 1位
- 2007年 Garnier Fructis Australian Open  HP5位&SS3位
- 2008年 Nissan X-Trail Nippon Open SS&HP 2位
- 2009年 冬季ユニバシアード  HP&BA 1位
- 2010年 バンクーバー五輪  HP 8位
- 2011年 Burton European Open  HP 2位
- 2012年 Red Bull Supernatural  6位
- 2015年 X Games Real Snow Backcountry2015  2位

HP=Halfpipe  SS=Slopestyle

## 受賞歴
- Riders Poll オンライン・ビデオ・シリーズ・オブ・ザ・イヤー 受賞（2014年）
- Riders Poll メンズ・ビデオパート・オブ・ザ・イヤー ノミネート（2015年）
- Riders Poll メンズ・ライダー・オブ・ザ・イヤー ノミネート（2015年）
- Riders Poll スタンドアウト・パフォーマンス・オブ・ザ・イヤー ノミネート（2015年）
- X Games Real Snow Backcountry 2015 ファン・フェイバリット賞（2015年）
- スノーボーダー・マガジン ライダー・オブ・ザ・イヤー 受賞（2016年）
- Riders Poll メンズ・ビデオ・パート・オブ・ザ・イヤー 受賞（2016年）